# São José do Bonfim
Pour les articles homonymes, voir São José.
São José do Bonfim est une ville brésilienne de l'ouest de l'État de la Paraíba.
Sa population était estimée à 3 180 habitants en 2007. La municipalité s'étend sur 152 km2.